# Čeněk Kottnauer
Čeněk Kottnauer foi um jogador de xadrez da Tchecolováquia e posteriormente da Inglaterra, com três participações nas Olimpíadas de xadrez. Kottnauer participou das edições de 1952, 1964 e 1968 pelo quarto, primeiro e segundo tabuleiro, respectivamente. Conquistou a medalha de ouro individual em 1952 no quarto tabuleiro.